# M6公路 (匈牙利)
M6公路（匈牙利語：M6-os autópálya）是匈牙利一條高速公路，北起首都布達佩斯，與多瑙河平行南下至佩奇，全長193公里。
公路自2006年開始分階段通車，未來將延伸至克羅地亞邊境的伊萬達爾道，經A5高速公路可連接到薩格勒布，屆時將全長212公里。
公路是欧洲E73公路的一部份。